# 太陽建機レンタル
太陽建機レンタル株式会社（たいようけんきレンタル）は、主に建設機械のレンタル事業を行っている企業。本社を静岡市駿河区に置く。業界大手。
営業拠点数は122支店2出張所（2020年12月現在）である。

## 事業内容
- 土木・建設機械器具、各種トラック・高所作業車、電気機械器具、プレハブ・コンテナハウス・トイレ・事務所備品などのレンタル業務
- 運搬機械の製造・修理・販売・レンタル並びに輸出入業務
- 公害防止機械器具、仮設資材のレンタル並びに販売業務
- 損害保険代理業務
- 建築工事業　静岡県知事許可（般-24）第27134号

## 沿革
- 1986年（昭和61年）
  - 1月 - 東名建機レンタル株式会社設立。資本金6,000万円。
  - 5月 - 九州建機レンタル株式会社設立。資本金8,000万円。
- 1987年（昭和62年）6月 - 九州建機レンタルが資本金を9,600万円に増資。
- 1988年（昭和63年）8月 - 東名建機レンタルが資本金を7,200万円に増資。
- 1989年（平成元年）
  - 3月 - 東名建機レンタルが三井物産と業務提携。
  - 8月 - 九州建機レンタルが三井物産と業務提携。
- 1990年（平成2年）
  - 3月 - 九州建機レンタルが本社事務所を福岡市博多区銀天町に移転。
  - 10月 - 東名建機レンタルと九州建機レンタルが住友商事と業務提携。

- 1991年（平成3年）
  - 2月 - 東名建機レンタルが本社を静岡市曲金に移転。
  - 6月 - 東名建機レンタルが資本金を1億3,800万円に増資。

- 1993年（平成5年）2月 -
  - 東名建機レンタルが資本金を4億1,190万円に増資。
  - 九州建機レンタルが資本金を2億1,224万円に増資。
- 1996年（平成8年）5月1日 ‐ 東名建機レンタルおよび九州建機レンタルが合併し、新たに太陽建機レンタル株式会社を設立。

- 1997年（平成9年）5月 - 資本金を7億2,164万円に増資。

- 1998年（平成10年）5月 - 資本金を8億4,374万円に増資。
- 2007年（平成19年）5月 - 資本金を11億4,047万円に増資。
- 2014年（平成26年）9月 - 本社を現在地に移転。